# Hôpital Farhat-Hached de Sousse
L'hôpital Farhat-Hached de Sousse est un établissement de santé publique tunisien situé à Sousse. Il est bâti à la suite du décret n°91-1844 du 2 décembre 1991 et baptisé en hommage au syndicaliste Farhat Hached.

## Organisation
En 2012, on y trouve 26 services médicaux, quatre services chirurgicaux et neuf laboratoires ; il compte 1 354 professionnels de la santé dont 220 médecins, chirurgiens-dentistes et pharmaciens.